# 石城山神籠石
石城山神籠石（いわきさんこうごいし）は、山口県光市の石城山にあった古代山城（神籠石系山城）。城跡は、1935年（昭和10年）6月7日、「石城山神籠石」の名称で国の史跡に指定されている。

## 概要

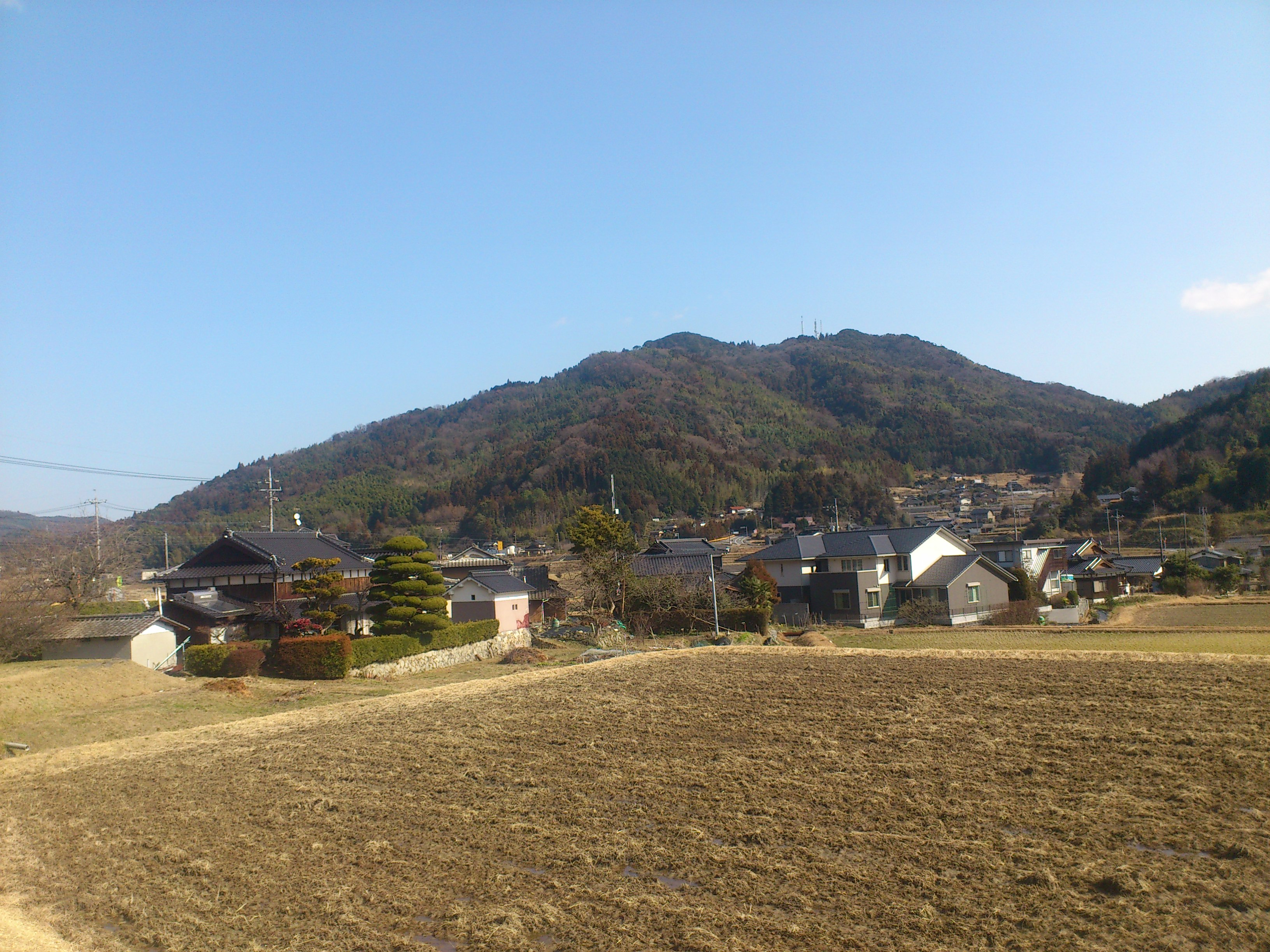
石城山の遠景

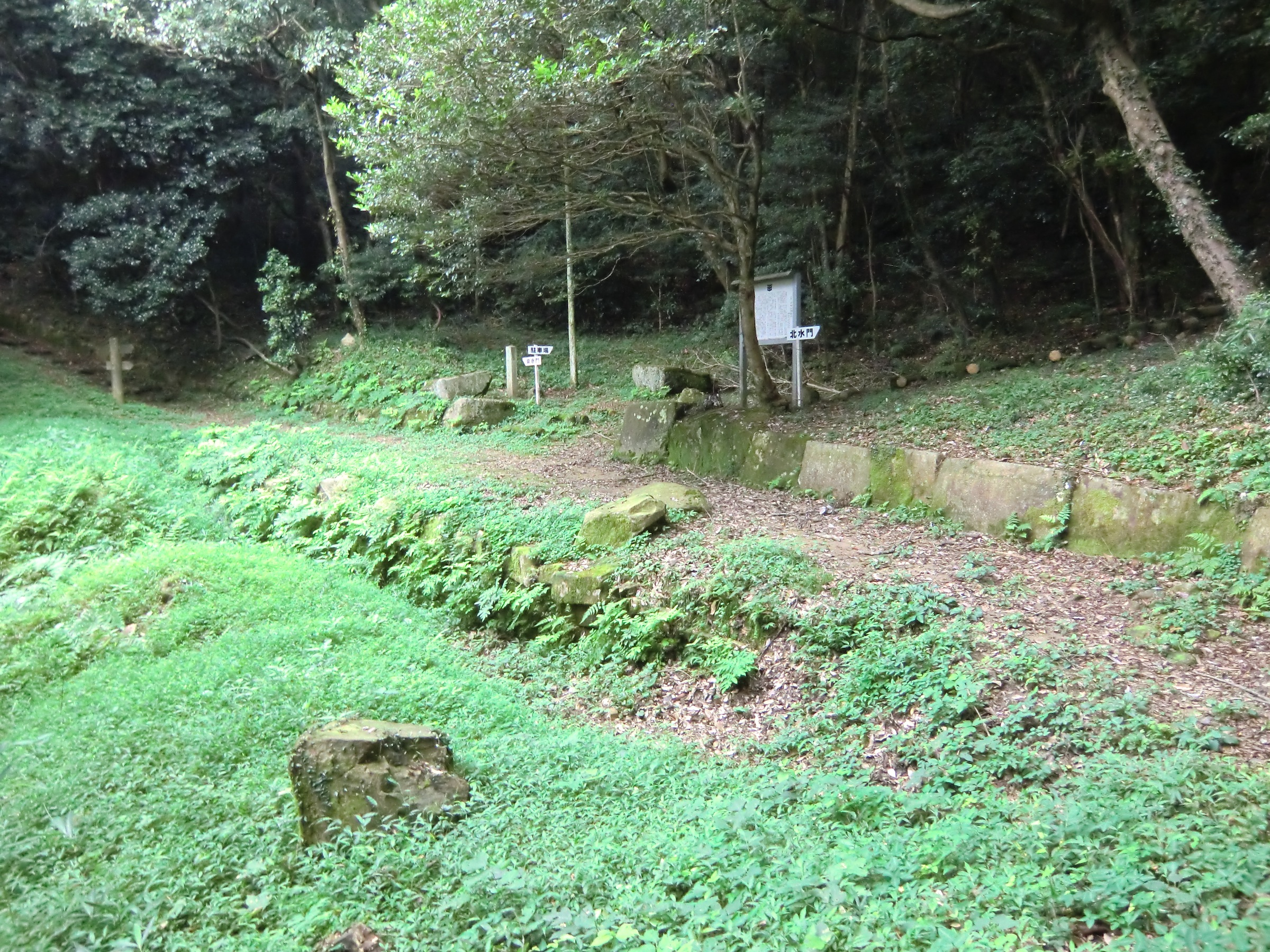
北門跡

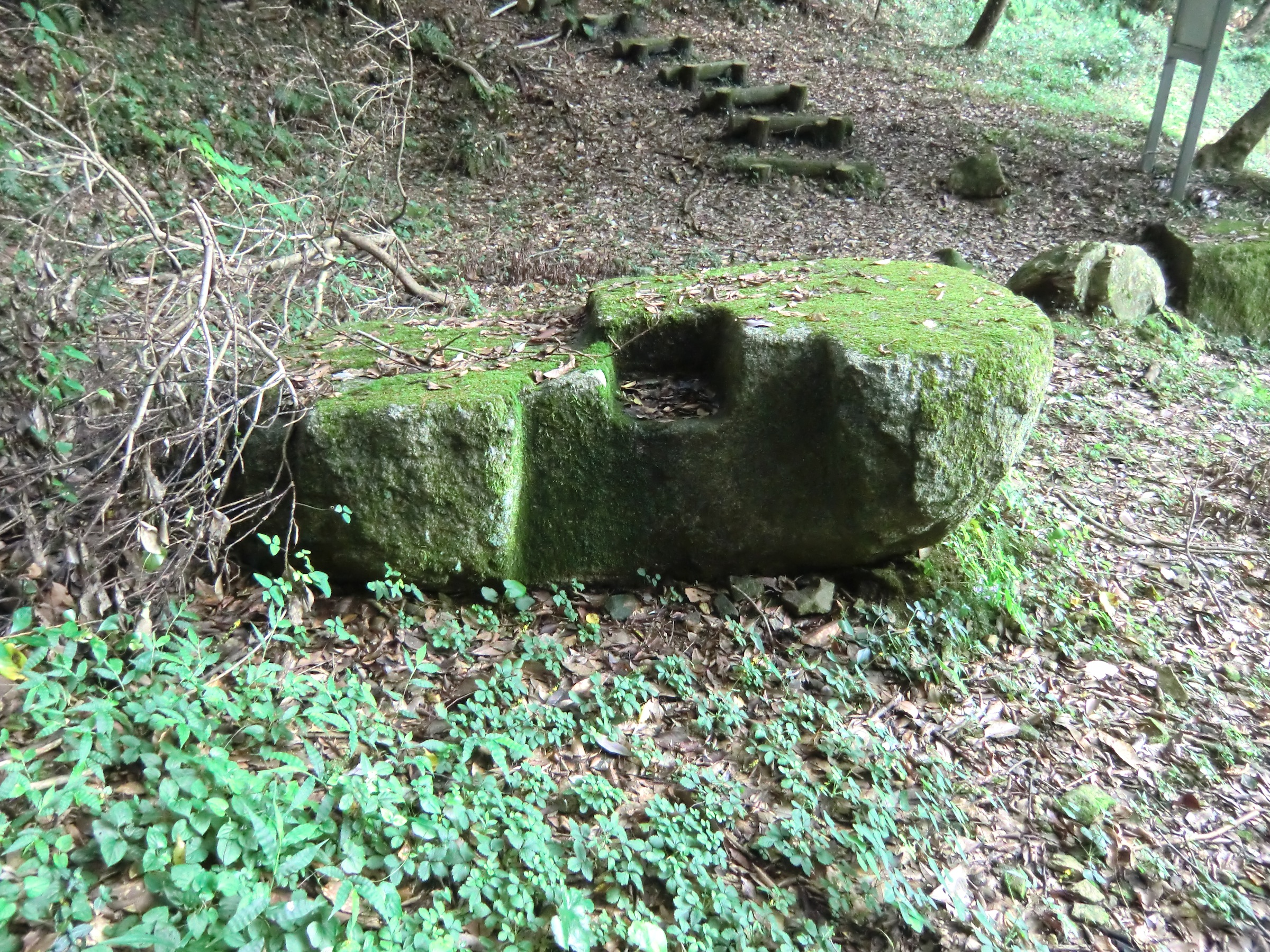
北門の沓石

日本書紀などの史書に記載が無く築城主・築城年は不明だが、663年の白村江の戦いで唐・新羅連合軍に大敗したことを契機に、7世紀後半に築かれたとされている。
標高362メートルの石城山の八合目付近を城壁が鉢巻状に廻っている。城壁の総延長は約2.6キロメートルで、石城山の五峰（高日ヶ峰・鶴ヶ峰・大峰・月ヶ峰・星ヶ峰）を取り囲み、標高268 - 342メートル付近にまたがり列石を配した土塁が廻る。東西南北に谷を横切る場所が4か所あり、石塁と水門を設ける。城門は東門と北門の2か所が開く。
列石遺構は、石城山で切り出された縦70 cm×巾50-100 cm×厚さ40-60 cmほどの切石列石である。発掘調査の頃は列石が露出した状況であるが、往時は土塁に埋没させていたことが判明している。列石は土塁の土留施設であるとされた。
土塁は高さ約8メートル前後、壁面は60 - 90度で立ち上がる。斜面を削って基礎を固めて列石を並べ、前後を版築土で盛って立ち上げた内托式（ないたくしき）の版築土塁（はんちくどるい）とされた。
北門に沓石（くついし）と呼ばれる門礎石があるが、片方は尾根に移されている。沓石にはコの字型のくり抜きがあり、瀬戸内地方の神籠石に共通する特徴である。
2004年（平成16年）の集中豪雨で石垣の一部が崩落したが、2006年（平成18年）までに保存修理が行われた。現存の遺構と区別するため、基底部は御影石を使用し、幅2.7 m×高さ1.8 mをイタビカズラの植生土嚢で覆い、上の列石は幅4 m×高さ2.1 mにわたり81個の石を布積みした。
神籠石を有する自治体が光市に参集し、2007年2月に「第1回 神籠石サミット」、同年10月に「第2回 神籠石サミット」が開催された。2008年2月、山頂広場に「神籠石サミット」の記念碑が設置された。

## 調査・研究
1909年（明治42年）、西原為吉が石城山で遺構を発見して学会に紹介した。これに先立つ1898年（明治31年）に高良山の列石遺構が学会に紹介されて「神籠石」という名称が定着しており、石城山の遺構は、1935年（昭和10年）に「石城山神籠石」の名称で国の史跡に指定された。
1963年 - 1964年（昭和38年 - 39年）にかけて、文化財保護委員会（現 文化庁）・山口県教育委員会・大和村教育委員会（現 光市）による発掘調査が実施された。この調査で「従来なおその性格を考える上に決定的な資料をもたなかった神籠石に対する学術調査であったが（中略）石城山神籠石は、土塁をめぐらした古代山城の遺跡であることは疑いのない」とされる。
2009年、第1回 神籠石サミットにあわせて「石城山神籠石 第一次・第二次調査概要書」が発行された。これは1963年 - 1964年の発掘調査の概要が主であるが、現状の遺構の写真等も含まれている。一般に「神籠石」として知られてきた遺跡は、これを「古代山城」とする説と「古代霊域跡」とする説とが対立して論争が行われてきたが、この石城山神籠石とおつぼ山神籠石（佐賀県武雄市所在、国の史跡）の発掘調査は、神籠石論争を「山城」説に決定させた調査であったとされる。

## 現地情報
城跡は、「石城山県立自然公園」の指定地内に所在する自然公園に加え、史跡公園の役割も担って、駐車場ほかの便益施設が整備されている。遊歩道に沿って歩めば城跡遺構を見学できる。最寄駅の山陽本線のJR岩田駅からタクシーで約20分、山陽自動車道の熊毛インターチェンジから車で約30分である。
なお城域内には、国の重要文化財の本殿を有する石城神社や、長州藩の「石城山第二奇兵隊駐屯地跡」が所在する。

## ギャラリー

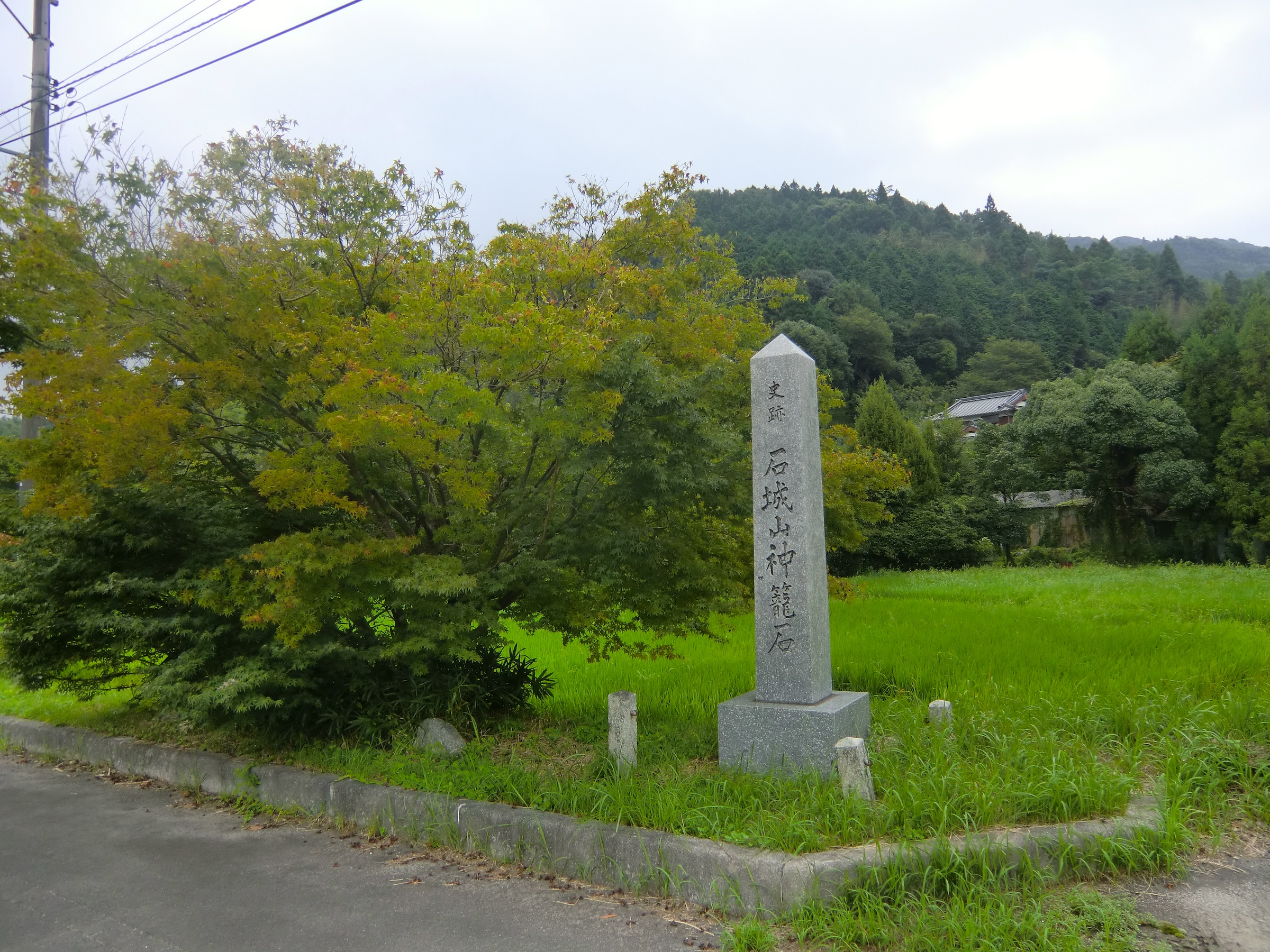
県道160号線の石城山神籠石の碑
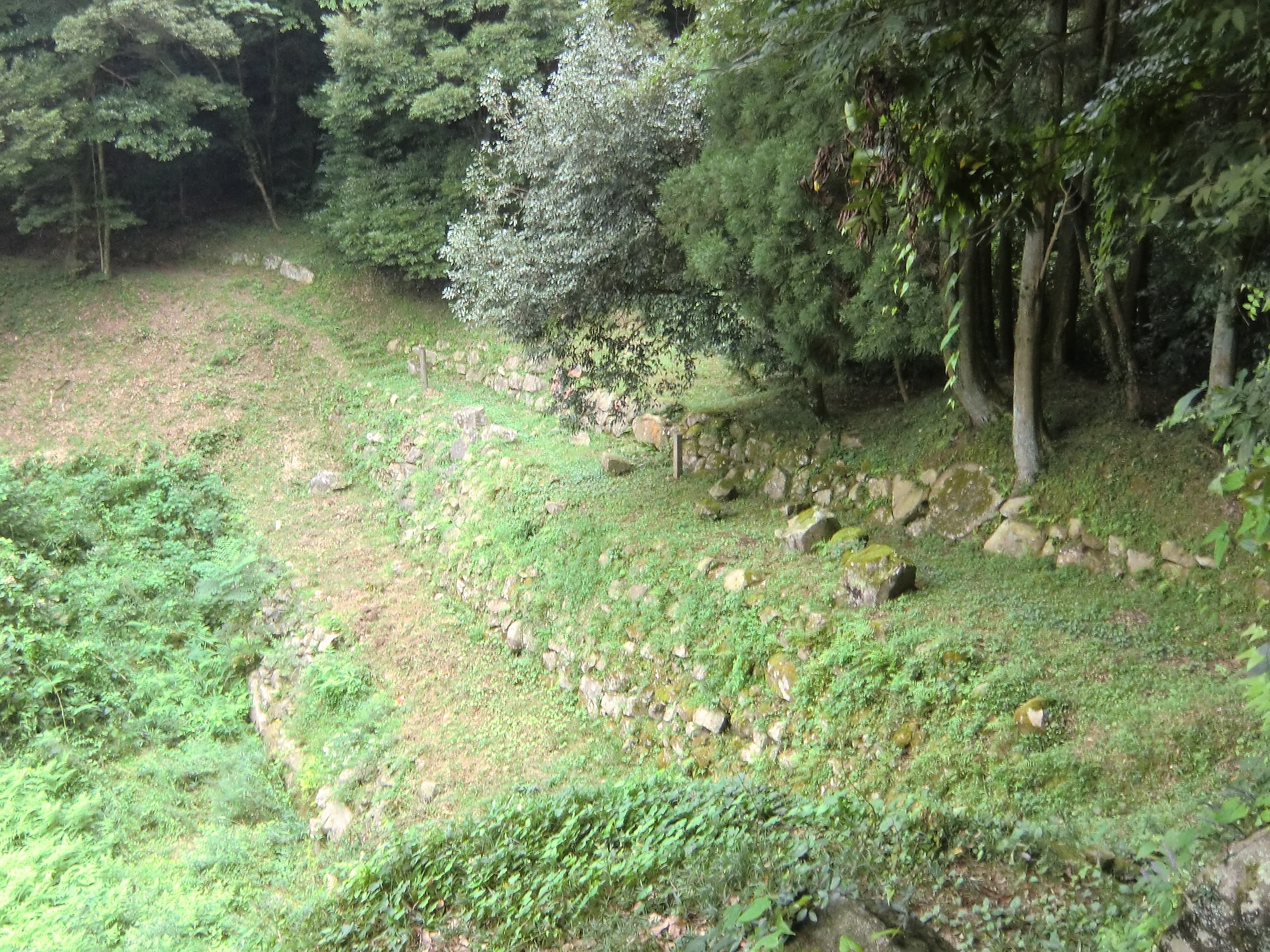
西水門跡
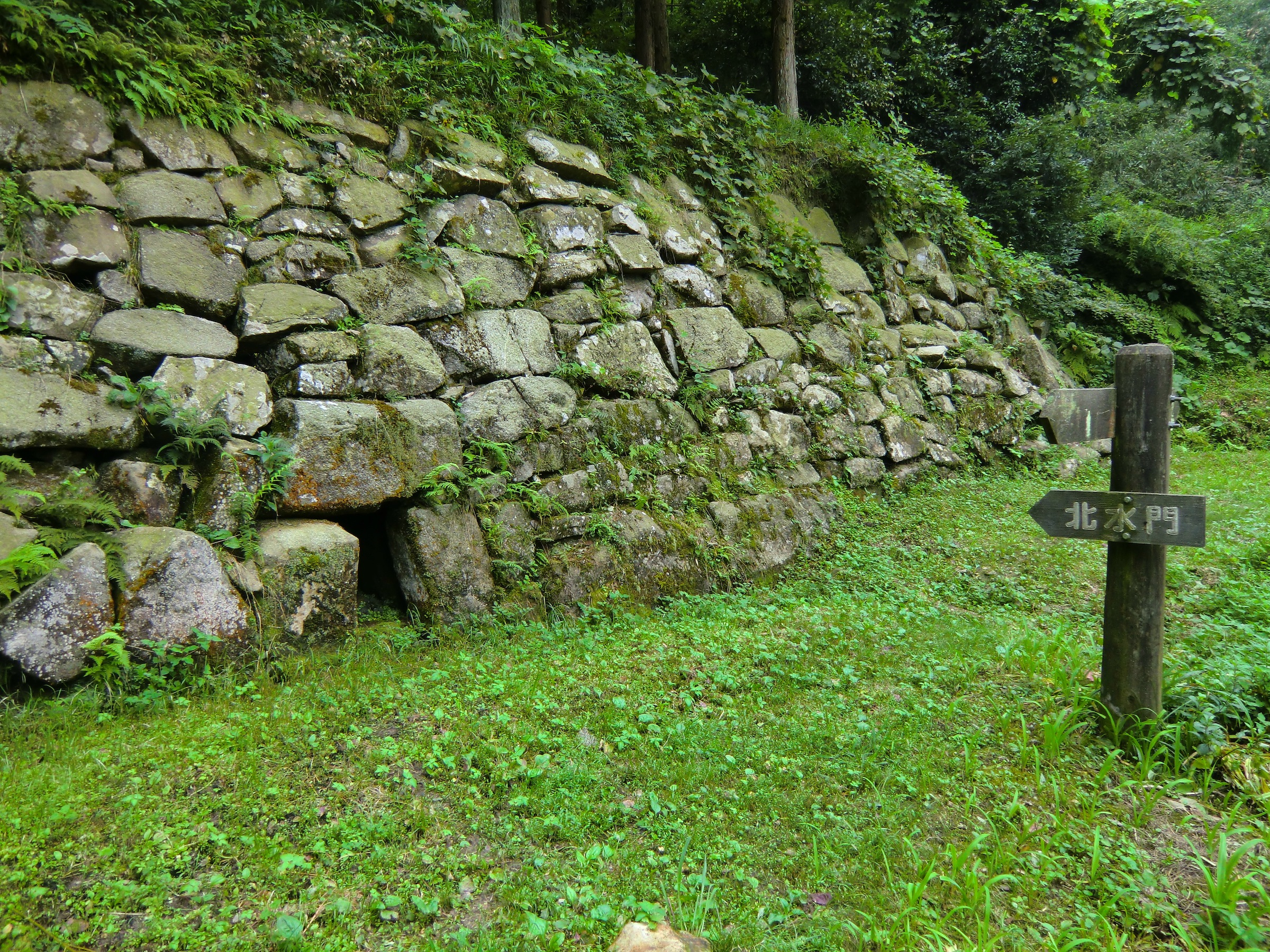
北水門跡
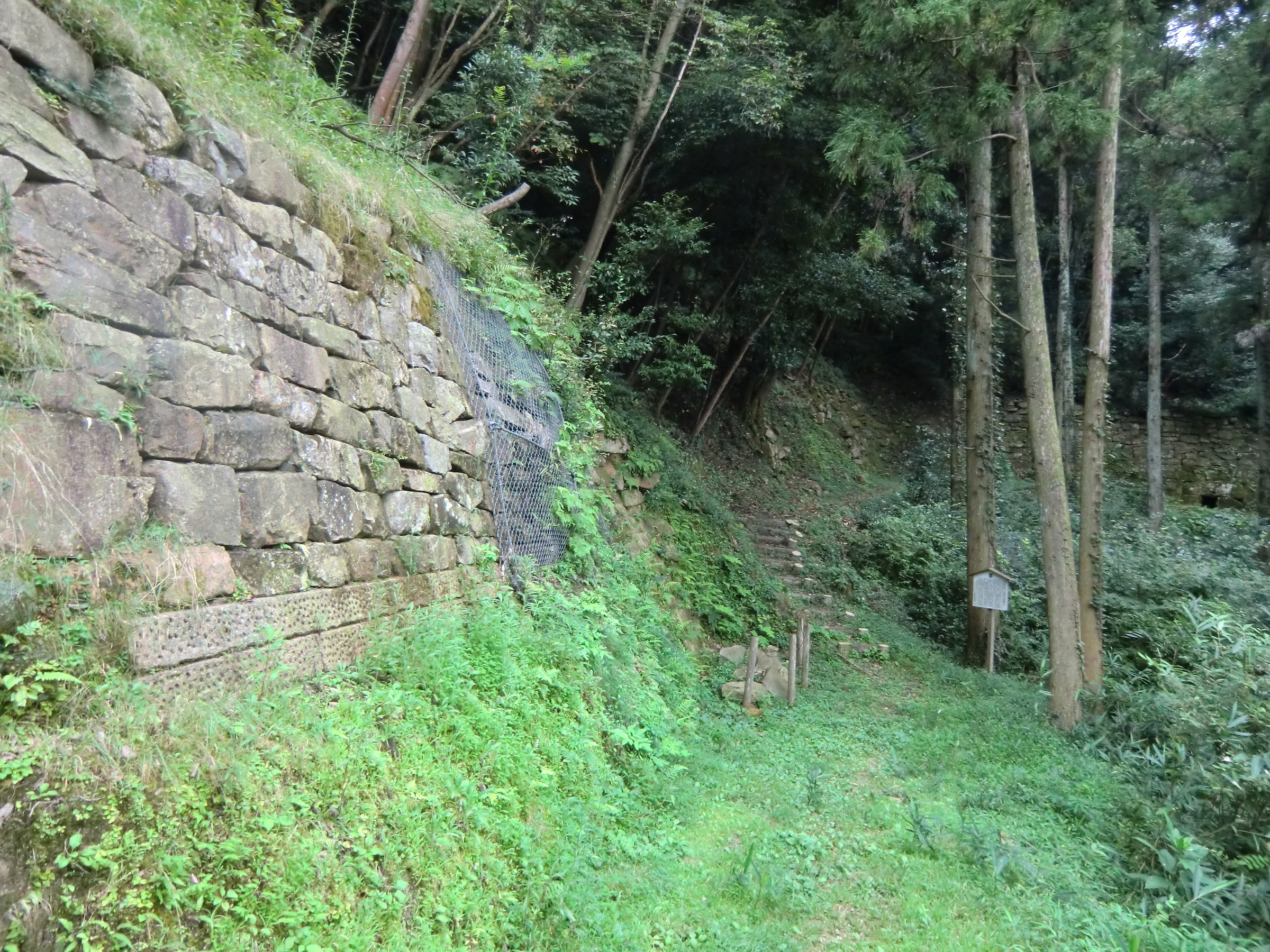
東水門跡の復元石垣
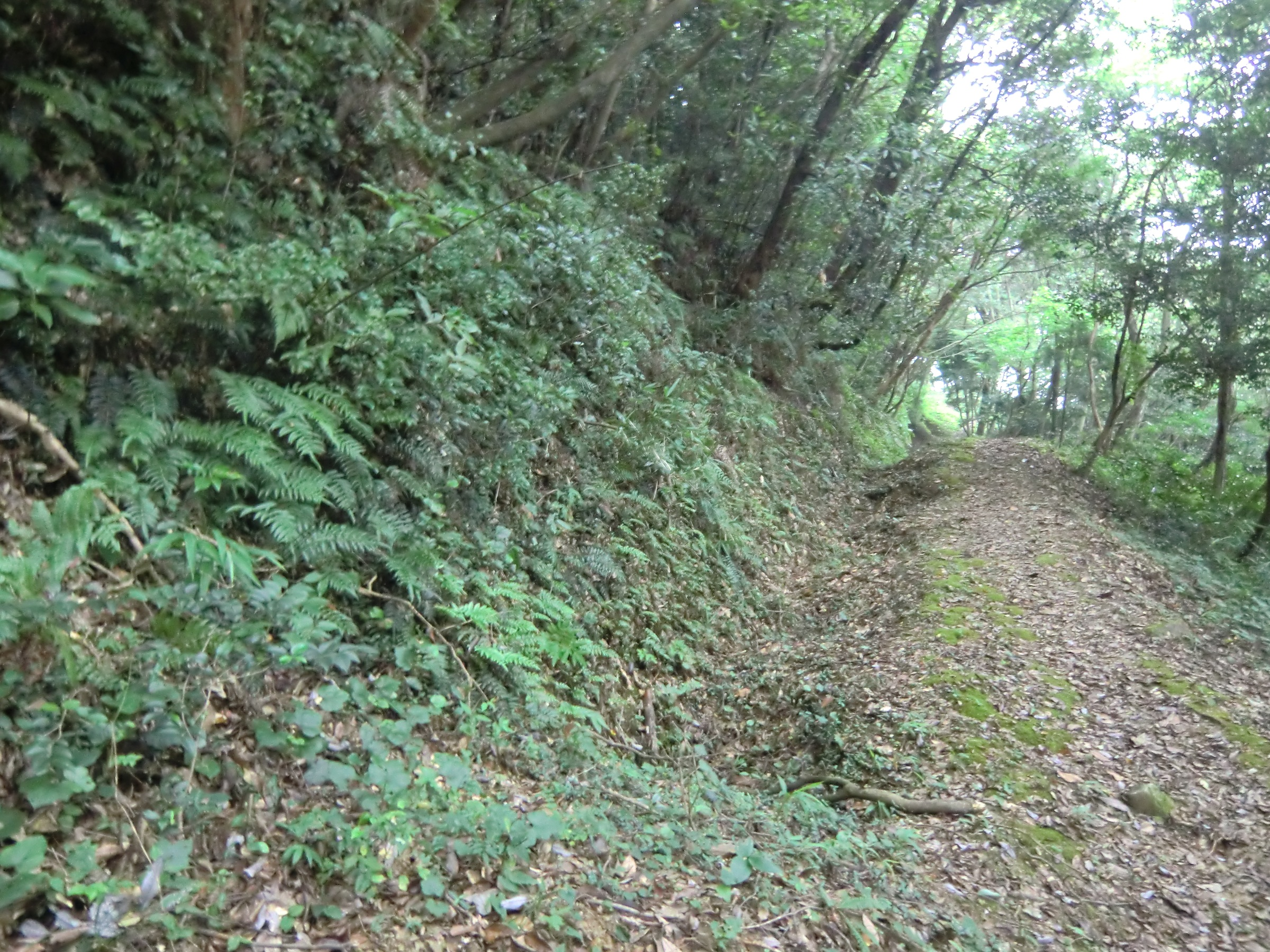
版築跡
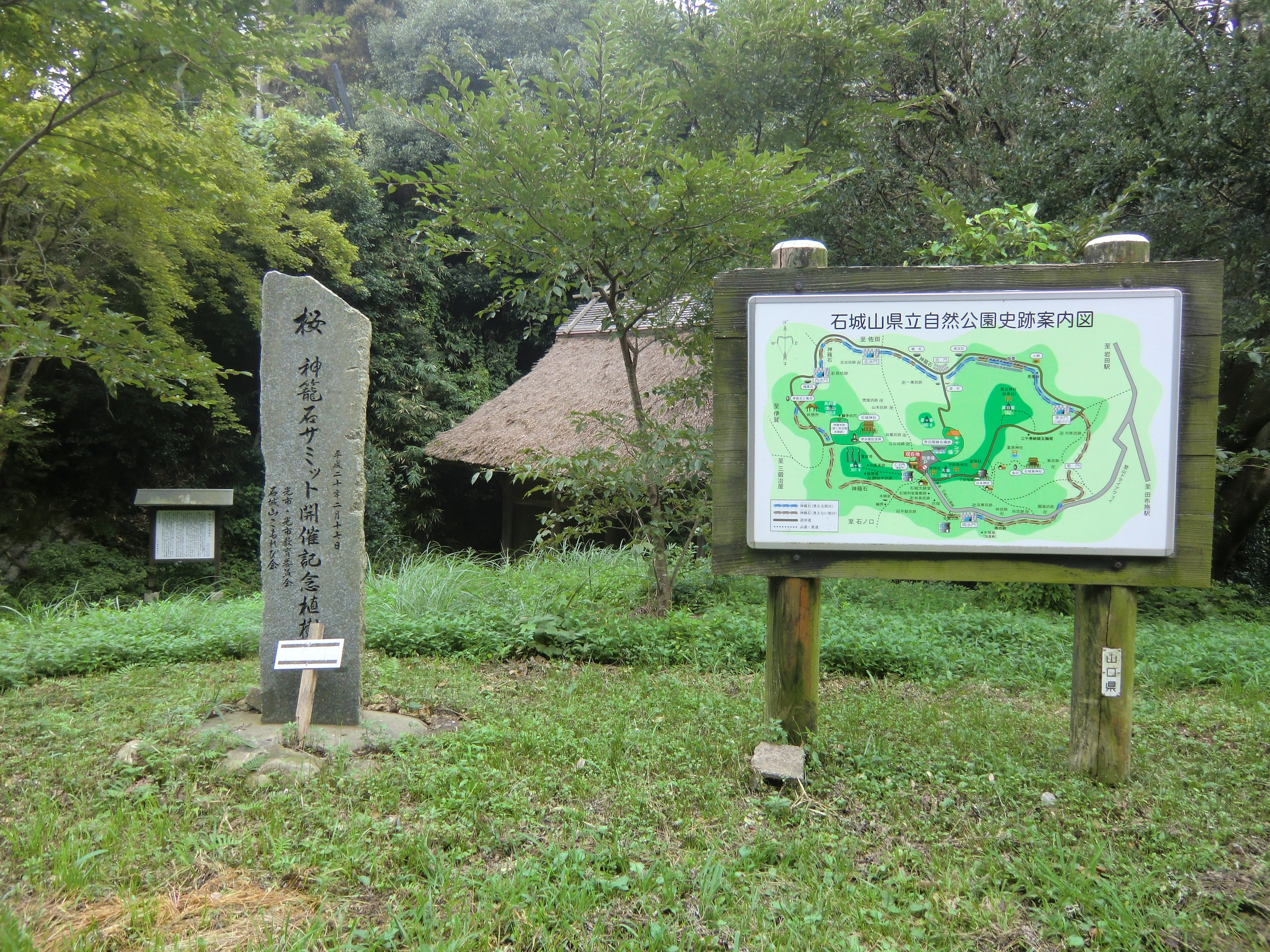
サミットの記念碑